# Автозаводская ТЭЦ
Автозаводская ТЭЦ — одно из ключевых энергетических предприятий Нижнего Новгорода.
С октября 2004 года входит в группу компаний «Волгаэнерго», которая находится под управлением крупнейшей независимой энергетической компании «ЕвроСибЭнерго».
По установленной электрической и тепловой мощности является крупнейшей компанией в Нижегородской области. Дзержинская ТЭЦ имеет такую же электрическую мощность, но значительно уступает Автозаводской ТЭЦ по тепловой. Однако из-за устаревшего оборудования выработка электроэнергии на Автозаводской ТЭЦ примерно на 17 % меньше.

## История
История теплоэлектроцентрали началась 3 марта 1931 года со строительства главного корпуса ТЭЦ Горьковского автозавода. 4 ноября 1931 года станция была запущена в эксплуатацию, в течение двух лет станция была окончательно достроена и Нижний Новгород (тогда — Горький) начал получать отопление и горячую воду для бытовых нужд. Мощность станции составляла 24 МВт. В тот период ТЭЦ ГАЗа была одной из самых мощных станций в СССР.
В апреле 1960 года, после строительства газопровода от ГРС «Доскино», станция была переведена на сжигание природного газа, что значительно улучшило экологическую ситуацию как на Горьковском автозаводе, так и в Автозаводском районе.
Завод, город, а за ними и станция планомерно развивались, и в 1978 году суммарная мощность ТЭЦ достигла 580 МВт.
В октябре 2004 года станция была продана независимой энергетической компании «ЕвроСибЭнерго» (управляет энергоактивами EN+ Group).
В 2006 году доля производимой станцией электроэнергии составляла 36 % от общего объёма, вырабатываемого в Нижегородской области, а тепла — около 40 % по областному центру.
С 2008 года для снижения стоимости подготовки воды системы теплоснабжения и системы горячей водоподготовки стал использоваться ингибитор комплексного действия «ЭКТОСКЕЙЛ-450». Применение реагентной водоподготовки позволило исключить солевые стоки, обеспечить экономию воды, а также улучшить органолептические характеристики воды, подаваемой населению.
Выработка электроэнергии в 2012 году составила около 2,23 млрд кВт ч, тепловой энергии около 3,87 млн Гкал
24 июня 2013 года ОАО «Иркутскэнерго» приобрело контролирующую часть доли в уставном капитале (51 %) ООО «Автозаводская ТЭЦ» за 1,91 млрд рублей.

## Реконструкция
В конце ноября 2010 года «ЕвроСибЭнерго» начала подготовку проекта реконструкции АТЭЦ, предусматривающего увеличение мощности станции с 580 МВт до уровня 880 МВт. При этом мощность новой парогазовой установки составит 400 МВт.
Начало строительства ПГУ-440 было намечено на 2015 год, однако было перенесено на 2020 год. На 2025 год ПГУ -440 так и не была установлена.  . Общая стоимость проекта — 20 млрд рублей. Из них сумма кредитных средств — 15 млрд руб. Планируется, что соответствующий экспортный кредит $375 млн, организацией которого занимается Itochu, будет предоставлен японскими банками.

## Перевалка мазута
У Автозаводской ТЭЦ имеется железнодорожная эстакада и речной причал. В 2011 году было принято решение о их реконструкции с возможностью беспарового слива мазута из цистерн и отгрузки его на водный транспорт. Реконструкция завершилась в августе 2013 года и её стоимость составила 127 млн рублей.
В 2013 году объём ёмкостей для хранения мазута составлял 156 тыс. м³, при этом потребности ТЭЦ составляли только 45 тыс. м³, что позволяло остававшиеся ёмкости сдавать в аренду.

## Основные потребители
Основные потребители:
- Горьковский автомобильный завод
- Горьковская железная дорога

Автозаводская ТЭЦ является поставщиком тепла для 350 тыс. жителей Автозаводского и Ленинского районов Нижнего Новгорода.

## Собственники и руководство
Участниками ООО «Автозаводская ТЭЦ» являются:
- ОАО «Иркутскэнерго» которой с 2013 года принадлежит 51 % доля в уставном капитале
- ООО «ЕвроСибЭнерго-консалт» и ООО «ЕвроСибЭнерго-инжиниринг»[18] (ОАО «ЕвроСибЭнерго» — «Базовый элемент»).

ОАО «Иркутскэнерго» также контролируется ОАО «Евросибэнерго».
Генеральный директор: Маруськин Андрей Владимирович .

## Перечень основного оборудования
| Агрегат                                          | Тип             | Изготовитель                                     | Количество | Ввод в эксплуатацию             | Основные характеристики | Основные характеристики | Источники |
| Агрегат                                          | Тип             | Изготовитель                                     | Количество | Ввод в эксплуатацию             | Параметр                | Значение                | Источники |
| ------------------------------------------------ | --------------- | ------------------------------------------------ | ---------- | ------------------------------- | ----------------------- | ----------------------- | --------- |
| Оборудование паротурбинных установок II очереди  |                 |                                                  |            |                                 |                         |                         |           |
| Паровой котёл                                    | СПП 160/100     | Подольский котельный завод                       | 1          | 1940 г.                         | Топливо                 | газ, мазут              | [ 1 ]     |
| Паровой котёл                                    | СПП 160/100     | Подольский котельный завод                       | 1          | 1940 г.                         | Производительность      | 160 т/ч                 | [ 1 ]     |
| Паровой котёл                                    | СПП 160/100     | Подольский котельный завод                       | 1          | 1940 г.                         | Параметры пара          | 100 кгс/см2, 500 °С     | [ 1 ]     |
| Паровой котёл                                    | 51СП-220/100    | Подольский котельный завод                       | 1          | 1949 г.                         | Топливо                 | газ, мазут              | [ 1 ]     |
| Паровой котёл                                    | 51СП-220/100    | Подольский котельный завод                       | 1          | 1949 г.                         | Производительность      | 220 т/ч                 | [ 1 ]     |
| Паровой котёл                                    | 51СП-220/100    | Подольский котельный завод                       | 1          | 1949 г.                         | Параметры пара          | 100 кгс/см2, 500 °С     | [ 1 ]     |
| Паровой котёл                                    | 66СП-230/100    | Подольский котельный завод                       | 2          | 1951 г. 1952 г.                 | Топливо                 | газ, мазут              | [ 1 ]     |
| Паровой котёл                                    | 66СП-230/100    | Подольский котельный завод                       | 2          | 1951 г. 1952 г.                 | Производительность      | 230 т/ч                 | [ 1 ]     |
| Паровой котёл                                    | 66СП-230/100    | Подольский котельный завод                       | 2          | 1951 г. 1952 г.                 | Параметры пара          | 100 кгс/см2, 500 °С     | [ 1 ]     |
| Паровая турбина                                  | ВТ-25-4         | Ленинградский металлический завод                | 1          | 1952 г.                         | Установленная мощность  | 25 МВт                  | [ 1 ]     |
| Паровая турбина                                  | ВТ-25-4         | Ленинградский металлический завод                | 1          | 1952 г.                         | Тепловая нагрузка       | 54 Гкал/ч               | [ 1 ]     |
| Паровая турбина                                  | ВТ-25-4         | Брянский машиностроительный завод                | 1          | 1954 г.                         | Установленная мощность  | 25 МВт                  | [ 1 ]     |
| Паровая турбина                                  | ВТ-25-4         | Брянский машиностроительный завод                | 1          | 1954 г.                         | Тепловая нагрузка       | 54 Гкал/ч               | [ 1 ]     |
| Оборудование паротурбинных установок III очереди |                 |                                                  |            |                                 |                         |                         |           |
| Паровой котёл                                    | ТГМ-96          | Таганрогский котельный завод «Красный котельщик» | 2          | 1965 г. 1966 г.                 | Топливо                 | газ, мазут              | [ 1 ]     |
| Паровой котёл                                    | ТГМ-96          | Таганрогский котельный завод «Красный котельщик» | 2          | 1965 г. 1966 г.                 | Производительность      | 480 т/ч                 | [ 1 ]     |
| Паровой котёл                                    | ТГМ-96          | Таганрогский котельный завод «Красный котельщик» | 2          | 1965 г. 1966 г.                 | Параметры пара          | 140 кгс/см2, 545 °С     | [ 1 ]     |
| Паровая турбина                                  | ВТ-100-130      | Уральский турбинный завод                        | 2          | 1965 г. 1966 г.                 | Установленная мощность  | 100 МВт                 | [ 1 ]     |
| Паровая турбина                                  | ВТ-100-130      | Уральский турбинный завод                        | 2          | 1965 г. 1966 г.                 | Тепловая нагрузка       | 160 Гкал/ч              | [ 1 ]     |
| Оборудование паротурбинных установок IV очереди  |                 |                                                  |            |                                 |                         |                         |           |
| Паровой котёл                                    | ТГМ-96Б         | Таганрогский котельный завод «Красный котельщик» | 4          | 1974 г. 1975 г. 1976 г. 1978 г. | Топливо                 | газ, мазут              | [ 1 ]     |
| Паровой котёл                                    | ТГМ-96Б         | Таганрогский котельный завод «Красный котельщик» | 4          | 1974 г. 1975 г. 1976 г. 1978 г. | Производительность      | 480 т/ч                 | [ 1 ]     |
| Паровой котёл                                    | ТГМ-96Б         | Таганрогский котельный завод «Красный котельщик» | 4          | 1974 г. 1975 г. 1976 г. 1978 г. | Параметры пара          | 140 кгс/см2, 545 °С     | [ 1 ]     |
| Паровая турбина                                  | ПТ-60-130/13    | Ленинградский металлический завод                | 3          | 1974 г. 1976 г. 1976 г.         | Установленная мощность  | 60 МВт                  | [ 1 ]     |
| Паровая турбина                                  | ПТ-60-130/13    | Ленинградский металлический завод                | 3          | 1974 г. 1976 г. 1976 г.         | Тепловая нагрузка       | 139 Гкал/ч              | [ 1 ]     |
| Паровая турбина                                  | Т-100/120-130-3 | Уральский турбинный завод                        | 1          | 1978 г.                         | Установленная мощность  | 100 МВт                 | [ 1 ]     |
| Паровая турбина                                  | Т-100/120-130-3 | Уральский турбинный завод                        | 1          | 1978 г.                         | Тепловая нагрузка       | 175 Гкал/ч              | [ 1 ]     |
| Оборудование V очереди                           |                 |                                                  |            |                                 |                         |                         |           |
| Паровой котёл                                    | БКЗ 420-140НГМ  | Барнаульский котельный завод                     | 1          | 2009 г.                         | Топливо                 | газ, мазут              | [ 1 ]     |
| Паровой котёл                                    | БКЗ 420-140НГМ  | Барнаульский котельный завод                     | 1          | 2009 г.                         | Производительность      | 420 т/ч                 | [ 1 ]     |
| Паровой котёл                                    | БКЗ 420-140НГМ  | Барнаульский котельный завод                     | 1          | 2009 г.                         | Параметры пара          | 140 кгс/см2, 545 °С     | [ 1 ]     |
| Водогрейное оборудование                         |                 |                                                  |            |                                 |                         |                         |           |
| Водогрейный котёл                                | ПТВМ-100        | Бийский котельный завод                          | 4          | 1962 г. 1963 г. 1965 г. 1968 г. | Топливо                 | мазут                   | [ 1 ]     |
| Водогрейный котёл                                | ПТВМ-100        | Бийский котельный завод                          | 4          | 1962 г. 1963 г. 1965 г. 1968 г. | Тепловая мощность       | 100 Гкал/ч              | [ 1 ]     |
| Водогрейный котёл                                | ПТВМ-180        | Барнаульский котельный завод                     | 4          | 1972 г. 1973 г. 1978 г.         | Топливо                 | газ, мазут              | [ 1 ]     |
| Водогрейный котёл                                | ПТВМ-180        | Барнаульский котельный завод                     | 4          | 1972 г. 1973 г. 1978 г.         | Тепловая мощность       | 180 Гкал/ч              | [ 1 ]     |